# Ricky Minard
Ricky Donell Minard Jr. (Mansfield, Ohio, 11 de septiembre de 1982) es un exjugador de baloncesto estadounidense  que disputó trece temporadas como profesional, la mayoría de las mismas en ligas europeas. Con 1,93 metros de estatura, jugaba en la posición de escolta.

## Trayectoria deportiva

### Universidad
Jugó durante cuatro temporadas con los Eagles de la Universidad Estatal de Morehead State, en las que promedió 20,9 puntos, 6,3 rebotes y 3,6 asistencias por partido. Fue elegido novato del año de la Ohio Valley Conference en su primera temporada, e incluido en el mejor quinteto en las tres restantes. En 2003 ganó el premio al Jugador del Año de la OVC.

### Profesional
Fue elegido en la cuadragésimo novena posición del Draft de la NBA de 2004 por Sacramento Kings. pero fue despedido antes del comienzo de la temporada, entrando meses más tarde en el Draft de la NBA Development League, siendo elegido como número 1 por los Columbus Riverdragons. Allí jugó una temporada, siendo el mejor anotador de su equipo, promediando 16,6 puntos y 4,3 rebotes por partido.
Sin acabar la temporada, en 2005 ficha por el Lauretana Biella de la liga italiana, para pasar al año siguiente al Bipop Carire Reggio Emilia, donde juega durante dos temporadas en las que promedia 13,6 puntos y 3,7 rebotes por partido. En 2007 ficha por el Premiata Montegranaro, donde juega durante dos temporadas, para fichar en 2009 por la Lottomatica Roma, donde promedia 9,9 puntos y 2,9 rebotes antes de ser cortado en el mes de marzo.
Abandona entonces el baloncesto italiano para irse a jugar al BK Jimki de la liga rusa, pero tras el final de la temporada Sergio Scariolo decide no seguir contando con él, fichando entonces por el UNICS Kazán, donde promedia 7,8 puntos y 2,3 rebotes por partido, proclamándose campeón de la Eurocup, derrotando en la final al Cajasol Sevilla.
En julio de 2011 ficha por el Azovmash Mariupol de la Superliga de Ucrania.